# PA-RISC

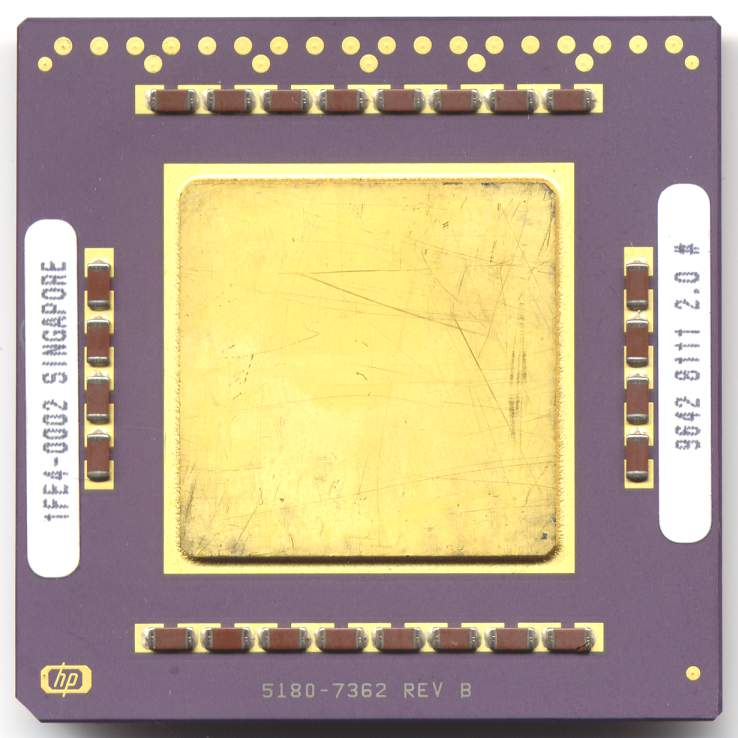
HP PA-RISC 7300LC

PA-RISC — мікропроцесорна архітектура, розроблена компанією Hewlett-Packard. Як випливає з назви, це RISC-архітектура; PA означає Precision Architecture (укр. точна архітектура). Іноді цю архітектуру називають HP/PA (Hewlett Packard Precision Architecture).
Архітектура була представлена 26 лютого 1986 року, коли були випущені перші моделі  HP 3000 Series 930 та  HP 9000 Model 840 оснащені першою реалізацією архітектури - TS1.
HP припинила продажі машин HP 9000, заснованих на PA-RISC, в кінці 2008 року. Підтримка серверів на процесорах PA-RISC продовжена до 2013 року. Передбачається, що нові машини, засновані на Itanium, зможуть замінити PA-RISC.

## Історія
В кінці 1980-х років компанія Hewlett-Packard виробляла чотири серії комп'ютерів, всі з яких були засновані на CISC-процесорах. Серія  Vectra, запущена в 1986 році і заснована на процесорах  Intel i286 була сумісною з IBM-PC. Всі інші серії були засновані на не-Intel процесорах.
Однією з них була серія  робочих станцій HP Series 300 заснованих на процесорі Motorola 68000 (в 1990 році з'явилася ще одна серія, заснована на 68000, нова лінійка робочих станцій HP Apollo Series 400, яку компанія отримала разом із придбаною компанією Apollo Computer в 1989 році, інша лінійка робочих станцій Series 200, заснована на спеціалізованій мікросхемі кремній на сапфірі, 16-бітна серія HP 3000 і, нарешті, серія  мінікомп'ютерів HP 9000 Series 500, заснована на власному процесорі HP FOCUS (16 і 32-бітному).
За допомогою PA-RISC HP планувала перевести всі свої PC-несумісні машини на єдину родину RISC-процесорів.
Перші чипи PA-RISC були 32-бітними. Спочатку вони використовувалися в машинах серії HP 3000 в кінці 1980-х - системи 930 і 950, відомі свого часу як системи Spectrum, це ім'я було їм дано розробниками. Цих машини працювали під управлінням  операційної системи MPE/iX. Незабаром машини HP 9000 теж отримали процесор PA-RISC, на них працювала версія UNIX HP-UX.
Іншими операційними системами, портованими на PA-RISC, є Linux, OpenBSD, NetBSD та NEXTSTEP.
Цікавим аспектом лінійки процесорів на основі PA-RISC є те, що більшість з них не мають кешу 2-го рівня. Замість цього використовується кеш 1-го рівня великого обсягу. Тільки PA-7100LC і PA-7300LC мали кеш 2-го рівня. Інший інновацією PA-RISC стало введення векторних інструкцій (SIMD) у формі MAX (Multimedia Acceleration eXtensions), які вперше з'явилися в PA-7100LC.

## Специфікації мікропроцесорів PA-RISC
| Модель   | Назва      | Рік  | Частота (МГц) | Шина пам’яті [МБ/с] | Технологія [мкм] | Кіль-ть транзисторів [млн] | Площа [мм²] | Енергоспоживання [Вт] | Кеш даних [КБ] | Кеш інструкцій [КБ] | Кеш 2-го рівня [МБ] | Версія ISA |
| -------- | ---------- | ---- | ------------- | ------------------- | ---------------- | -------------------------- | ----------- | --------------------- | -------------- | ------------------- | ------------------- | ---------- |
| PCX-S    | PA-7000    | 1991 | 66            | ?                   | 1,0              | 0,58                       | 201,6       | ?                     | 256            | 256                 | —                   | 1.1a       |
| PCX-T    | PA-7100    | 1992 | 33—100        | ?                   | 0,8              | 0,85                       | 196         | ?                     | 2048           | 1024                | —                   | 1.1b       |
| PCX-T    | PA-7150    | 1994 | 125           | ?                   | 0,8              | 0,85                       | 196         | ?                     | 2048           | 1024                | —                   | 1.1b       |
| PCX-T'   | PA-7200    | 1994 | 120           | 960                 | 0,55             | 1,26                       | 210         | 30                    | 1024           | 2048                | —                   | 1.1c       |
| PCX-L    | PA-7100LC  | 1994 | 60—100        | ?                   | 0,75             | 0,9                        | 201,6       | 7—11                  | —              | 1                   | 2                   | 1.1d       |
| PCX-L2   | PA-7300LC  | 1996 | 132—180       | ?                   | 0,5              | 9,2                        | 260,1       | ?                     | 64             | 64                  | 0—8                 | 1.1e       |
| PCX-U    | PA-8000    | 1996 | 160—180       | 960                 | 0,5              | 3,8                        | 337,68      | ?                     | 1024           | 1024                | —                   | 2.0        |
| PCX-U+   | PA-8200    | 1997 | 200—240       | 960                 | 0,5              | 3,8                        | 337,68      | ?                     | 2048           | 2048                | —                   | 2.0        |
| PCX-W    | PA-8500    | 1998 | 300—440       | 1920                | 0,25             | 140                        | 467         | ?                     | 1024           | 512                 | —                   | 2.0        |
| PCX-W+   | PA-8600    | 2000 | 480—552       | 1920                | 0,25             | 140                        | 467         | ?                     | 1024           | 512                 | —                   | 2.0        |
| PCX-W2   | PA-8700(+) | 2001 | 625—875       | 1920                | 0,18             | 186                        | 304         | <7,1@1,5 В            | 1536           | 768                 | —                   | 2.0        |
| Mako     | PA-8800    | 2003 | 800—1000      | 6400                | 0,13             | 300                        | 361         | ?                     | 768/core       | 768/core            | 32                  | 2.0        |
| Shortfin | PA-8900    | 2005 | 800—1100      | 6400                | 0,13             | ?                          | ?           | ?                     | 768/core       | 768/core            | 64                  | 2.0        |